# Islam Alíyev
Islam Ismaílovich Alíyev (en ruso: Ислам Исмаилович  Алиев) es un deportista ruso que compite en lucha grecorromana. Ganó una medalla de plata en el Campeonato Europeo de Lucha de 2024, en la categoría de 82 kg.

## Palmarés internacional
| Campeonato Europeo | Campeonato Europeo | Campeonato Europeo | Campeonato Europeo |
| Año                | Lugar              | Medalla            | Categoría          |
| ------------------ | ------------------ | ------------------ | ------------------ |
| 2024               | Bucarest (Rumania) | Medalla de plata   | 82 kg              |